# Lijst van voetbalinterlands Jamaica - Panama
Deze lijst van voetbalinterlands is een overzicht van alle officiële voetbalwedstrijden tussen de nationale teams van Jamaica en Panama. De landen speelden tot op heden achttien keer tegen elkaar. De eerste ontmoeting was een kwalificatiewedstrijd voor het CONCACAF-kampioenschap 1969, die werd gespeeld op 4 november 1969 in Kingston. Het laatste duel, een groepswedstrijd tijdens de CONCACAF Gold Cup 2025, vond plaats in Austin (Verenigde Staten) op 24 juni 2025.

## Wedstrijden
| №  | Plaats       | Datum            | Competitie                               | Wedstrijd        | Uitslag |
| -- | ------------ | ---------------- | ---------------------------------------- | ---------------- | ------- |
| 1  | Kingston     | 4 november 1969  | CONCACAF-kampioenschap 1969 kwalificatie | Jamaica – Panama | 1 – 1   |
| 2  | Kingston     | 5 november 1969  | CONCACAF-kampioenschap 1969 kwalificatie | Jamaica – Panama | 2 – 1   |
| 3  | Dallas       | 17 juli 1993     | CONCACAF Gold Cup 1993                   | Panama – Jamaica | 1 – 1   |
| 4  | Kingston     | 4 juni 2004      | WK 2006 kwalificatie                     | Jamaica – Panama | 1 – 2   |
| 5  | Panama-Stad  | 9 oktober 2004   | WK 2006 kwalificatie                     | Panama – Jamaica | 1 – 1   |
| 6  | Kingston     | 26 maart 2007    | Vriendschappelijk                        | Jamaica – Panama | 1 – 1   |
| 7  | Kingston     | 7 juni 2009      | Vriendschappelijk                        | Jamaica – Panama | 3 – 2   |
| 8  | Kingston     | 27 mei 2012      | Vriendschappelijk                        | Jamaica – Panama | 0 – 1   |
| 9  | Panama-Stad  | 1 juni 2012      | Vriendschappelijk                        | Panama − Jamaica | 2 − 1   |
| 10 | Kingston     | 22 maart 2013    | WK 2014 kwalificatie                     | Jamaica − Panama | 1 − 1   |
| 11 | Panama-Stad  | 6 september 2013 | WK 2014 kwalificatie                     | Panama − Jamaica | 0 − 0   |
| 12 | Kingston     | 13 november 2015 | WK 2018 kwalificatie                     | Jamaica − Panama | 0 − 2   |
| 13 | Panama-Stad  | 2 september 2016 | WK 2018 kwalificatie                     | Panama − Jamaica | 2 − 0   |
| 14 | Philadelphia | 30 juni 2019     | CONCACAF Gold Cup 2019                   | Jamaica − Panama | 1 − 0   |
| 15 | Kingston     | 5 september 2021 | WK 2022 kwalificatie                     | Jamaica − Panama | 0 − 3   |
| 16 | Panama-Stad  | 30 januari 2022  | WK 2022 kwalificatie                     | Panama – Jamaica | 3 – 2   |
| 17 | Arlington    | 24 maart 2024    | CONCACAF Nations League 2023/24          | Panama − Jamaica | 0 − 1   |
| 18 | Austin       | 24 juni 2025     | CONCACAF Gold Cup 2025                   | Panama − Jamaica | 4 − 1   |

## Samenvatting
| Competitie                     | Totaal gespeeld | Winst Jamaica | Gelijk | Winst Panama | Doelsaldo Jamaica – Panama |
| ------------------------------ | --------------- | ------------- | ------ | ------------ | -------------------------- |
| WK-kwalificatie                | 8               | 0             | 3      | 5            | 5 − 14                     |
| CONCACAF Gold Cup              | 3               | 1             | 1      | 1            | 3 − 5                      |
| CONCACAF-Gold Cup-kwalificatie | 2               | 1             | 1      | 0            | 3 − 2                      |
| CONCACAF Nations League        | 1               | 1             | 0      | 0            | 1 − 0                      |
| Vriendschappelijk              | 4               | 1             | 1      | 2            | 5 − 6                      |
| Totaal                         | 18              | 4             | 6      | 8            | 17 − 27                    |

## Details

### Derde ontmoeting
| CONCACAF Gold Cup 1993 (Dallas, Verenigde Staten, 17 juli 1993): |       |                                 |
| Jamaica                                                          | 1 – 1 | Panama                          |
| Paul Davis 76'                                                   | goals | 50' (pen.) Víctor René Mendieta |

JFF · A-internationals · Bondscoaches · Selecties · Statistieken · Jamaicaans vrouwenelftal · Olympisch elftal · Jamaica U21 · Jamaica U19 · Jamaica U17
1920 – 1959 · 
1960 – 1969 · 
1970 – 1979 · 
1980 – 1989 · 
1990 – 1999 · 
2000 – 2009 · 
2010 – 2019 · 
2020 – 2029
Gold Cup 1991 · 
Gold Cup 1993 · 
Gold Cup 1998 · 
Gold Cup 2000 · 
Gold Cup 2003 · 
Gold Cup 2005 · 
Gold Cup 2009 · 
Gold Cup 2011 · 
Gold Cup 2015
Copa América 2015
WK 1998
1925 · 
1926 · 
1927–1929 · 
1930 · 
1931 · 
1932 · 
1933–1934 · 
1935 · 
1936 · 
1937 · 
1938 · 
1939–1946 · 
1947 · 
1948 · 
1949 · 
1950 · 
1951 · 
1952 · 
1953 · 
1954–1956 · 
1957 · 
1958 · 
1959 · 
1960 · 
1961 · 
1962 · 
1963 · 
1964 · 
1965 · 
1966 · 
1967 · 
1968 · 
1969 · 
1970 · 
1971 · 
1972 · 
1973 · 
1974 · 
1975 · 
1976 · 
1977 · 
1978 · 
1979 · 
1980 · 
1981 · 
1982 · 
1983 · 
1984 · 
1985 · 
1986 · 
1987 · 
1988 · 
1989 · 
1990 · 
1991 · 
1992 · 
1993 · 
1994 · 
1995 · 
1996 · 
1997 · 
1998 · 
1999 · 
2000 · 
2001 · 
2002 · 
2003 · 
2004 · 
2005 · 
2006 · 
2007 · 
2008 · 
2009 · 
2010 · 
2011 · 
2012 · 
2013 · 
2014 · 
2015 · 
2016 ·
2017 ·
2018 ·
2019 ·
2020 ·
2021 ·
2022 ·
2023 ·
2024 ·
2025
Amerikaanse Maagdeneilanden ·
Antigua en Barbuda ·
Argentinië ·
Aruba ·
Australië ·
Bahama's ·
Barbados ·
Bermuda ·
Bolivia ·
Brazilië ·
Britse Maagdeneilanden ·
Bulgarije ·
Canada ·
Chili ·
China ·
Colombia ·
Costa Rica ·
Cuba ·
Curaçao ·
Dominica ·
Dominicaanse Republiek ·
Ecuador ·
Egypte ·
El Salvador ·
Engeland ·
Frankrijk ·
Ghana ·
Grenada ·
Guatemala ·
Guyana ·
Haïti ·
Honduras ·
Ierland ·
India ·
Indonesië ·
Iran ·
Japan ·
Jordanië ·
Kaaimaneilanden ·
Kameroen ·
Kroatië ·
Maleisië ·
Marokko ·
Mexico ·
Nederlandse Antillen ·
Nicaragua ·
Nieuw-Zeeland ·
Nigeria ·
Noord-Macedonië ·
Noorwegen ·
Panama ·
Paraguay ·
Peru ·
Puerto Rico ·
Qatar ·
Saint Kitts en Nevis ·
Saint Lucia ·
Saint Vincent en de Grenadines ·
Saoedi-Arabië ·
Servië ·
Suriname ·
Trinidad en Tobago ·
Uruguay ·
Venezuela ·
Verenigde Staten ·
Vietnam ·
Wales ·
Zambia ·
Zuid-Afrika ·
Zuid-Korea ·
Zweden ·
Zwitserland
FEPAFUT · A-internationals · Selecties · Bondscoaches · Panamees vrouwenelftal · Panama U21 · Panama U20 · Panama U19 · Panama U18 · Panama U17
1930 – 1949 · 
1950 – 1959 · 
1960 – 1969 · 
1970 – 1979 · 
1980 – 1989 · 
1990 – 1999 · 
2000 – 2009 · 
2010 – 2019 ·
2020 – 2029
CGC 1991 · 
CGC 1993 · 
CGC 1996 · 
CGC 1998 · 
CGC 2000 · 
CGC 2002 · 
CGC 2003 · 
CGC 2005 · 
CGC 2007 · 
CGC 2009 · 
CGC 2011 · 
CGC 2013 · 
CGC 2021
WK 2018
1938 · 
1939 · 
1940 · 
1941 · 
1942 · 1943 · 1944 · 1945 · 
1946 · 
1947 · 
1948 · 
1949 · 
1950 · 
1951 · 
1952 · 
1953 · 
1954 · 
1955 · 
1956 · 
1957 · 
1958 · 
1959 · 
1960 · 
1961 · 
1962 · 
1963 · 
1964 · 
1965 · 
1966 · 
1967 · 
1968 · 
1969 · 
1970 · 
1971 · 
1972 · 
1973 · 
1974 · 
1975 · 
1976 · 
1977 · 
1978 · 
1979 · 
1980 · 
1981 · 
1982 · 
1983 · 
1984 · 
1985 · 
1986 · 
1987 · 
1988 · 
1989 · 
1990 · 
1991 · 
1992 · 
1993 · 
1994 · 
1995 · 
1996 · 
1997 · 
1998 · 
1999 · 
2000 · 
2001 · 
2002 · 
2003 · 
2004 · 
2005 · 
2006 · 
2007 · 
2008 · 
2009 · 
2010 · 
2011 · 
2012 · 
2013 · 
2014 · 
2015 · 
2016 · 
2017 ·
2018 ·
2019 ·
2020 ·
2021 ·
2022 ·
2023 ·
2024
Anguilla ·
Argentinië · 
Armenië · 
Aruba · 
Bahama's ·
Bahrein ·
Barbados ·
België · 
Belize · 
Bermuda · 
Bolivia · 
Brazilië · 
Canada · 
Chili · 
Colombia · 
Costa Rica · 
Cuba · 
Curaçao ·
Denemarken ·
Dominica · 
Dominicaanse Republiek · 
Ecuador · 
El Salvador · 
Engeland · 
Grenada · 
Guadeloupe ·
Guatemala · 
Guyana · 
Haïti · 
Honduras · 
Iran · 
Jamaica · 
Japan · 
Kameroen ·
Mexico · 
Montserrat ·
Nederlandse Antillen · 
Nicaragua · 
Noord-Ierland ·
Noorwegen ·
Paraguay · 
Peru · 
Portugal · 
Puerto Rico · 
Qatar ·
Saint Lucia · 
Saoedi-Arabië ·
Servië ·
Spanje · 
Taiwan · 
Trinidad en Tobago ·
Tunesië ·  
Uruguay ·  
Venezuela · 
Verenigde Staten ·
Wales ·
Zuid-Afrika ·
Zuid-Korea ·
Zwitserland
België (2018) ·
Engeland (2018) ·
Tunesië (2018)